# Wartislaw IV av Pommern
Wartislaw IV av Pommern–Wolgast, död 1326, var regerande hertig av Pommern–Wolgast mellan 1309 och 1326, och furste av Rügen mellan 1325 och 1326. Han efterträdde sin far i Pommern–Wolgast 1309, och sin morbror i Rügen 1325. 